# Egyedhalma
Egyedhalma (románul: Adjud) város Vrancea megyében, Moldvában, Romániában.

## Fekvése
A megye északi részén helyezkedik el, a Szeret és a Tatros folyók egyesülésétől északra, a DN2-es főút mentén.

## Történelem
Első írásos említése 1433-ból való: „In oppido nostro Egydhalm” (városunkban, Egyedhalmon). A város neve az Egyed keresztnévből jön, amely a keresztény Aegidius magyar alakja.
A 16. és a 17. század között fontos kereskedelmi központ.
Városi rangját 1948-ban kapta meg.

## Népesség
A település népességének alakulása:
- 1930 - 6748 lakos
- 1948 - 4028 lakos
- 1956 - 6119 lakos
- 1966 - 8347 lakos
- 1977 - 12 587 lakos
- 1992 - 20 346 lakos
- 2002 - 17 585 lakos

A város etnikai megoszlása a 2002-es népszámlálási adatok alapján:
- Románok:  17 073 (97,08%)
- Romák (cigányok):  499 (2,83%)
- Magyarok, csángók: 11 (0,05%) - (7+4)
- Németek: 1 (0,0%)
- Más etnikumúak: 1 (0,0%)

## Látnivalók
- A Szeret és a Tatros folyók völgye
- Természettudományi múzeum - Emlősállat-, madár-, rovargyűjtemény, kőzetkiállítás látható itt.

## Gazdaság
Jelentős vasúti csomópont.
Gazdaságának jelentősebb ágazatai: kereskedelem, papírgyár, bútoripar, textilipar, különböző építőanyagok gyártása.

## Hírességek
- Dan Botta - (1907–1958) - költő, esszéíró
- Emil Botta - (1911–1977) - költő, író, színész, Dan Botta testvére
- Gheorghe Balș - (1868–1934) - mérnök, művészettörténész
- Angela Gheorghiu - (1965) - opera-énekesnő
- Ion Dichiseanu - (1933) - színész
- Adrian Artene - (1977) - újságíró
- Viorel Simion - (1954) - építész